# Ludwik Tadeusz Zambrzycki
Ludwik Tadeusz Zambrzycki, en français Louis Zambrzycki, est officier durant l’insurrection de 1830-1831, député à la Diète en 1831, né dans le comté de Braslaw en 1803, mort à Paris le 2 juin 1834.

## Biographie
Ludwik Zambrzycki est le fils de Onufry Zambrzycki (en lituanien : Anupras Zambžickis) et Helena Bartoszewiczów (Bartuševičiūtė).
Pendant l'Insurrection de Novembre, il commandait l'unité de Vilnius. Il est blessé près d'Owsianniki. Il participe à la retraite de Lituanie avec le général Henryk Dembiński. Il a reçu un diplôme de service méritoire à la Patrie. Le 2 juillet 1831, le général Antoni Giełgud le nomme lieutenant du 26e régiment d'infanterie. Député à la Diète en 1830-1831 pour le comté de Braslaw.
Il vient à Paris à la fin de 1831. Il est membre fondateur du Comité national polonais permanent dont participe à la réunion du 15 décembre 1831 qui adopte les statuts. Il était membre de la Société de Lituanie et des Terres russes à Paris en 1832 et de la La Société littéraire des Polonais réfugiés fondée à Paris le 24 décembre 1831. En 1832-1833, il fréquente l'École d'état-major. En 1834, il figurait sur la liste des personnes exclues de l'amnistie tsariste.
Il s'est marié en 1829 avec Rozalia Gorecka h. Dołęga  (Vilnius, ca. 1790-Vilnius, 1853)
Il est inhumé dans le Cimetière de Montmartre.

## Distinction
Décoré de la Croix d'Or de l'Ordre militaire de Virtuti Militari .